# Schelte
Schelte bezeichnet im gehobenen Deutsch eine verbale Maßregelung, einen Tadel, ein strafendes Wort. Etymologisch geht das zunächst auf den deutschen und niederländischen Sprachraum beschränkte Wort auf das althochdeutsche skëltan („schelten“ mit der Grundbedeutung „Lärm erheben über etwas“, verwandt mit „Schall“ und „Schelle“) zurück, was so viel wie „schmähen“ oder „beschimpfen“ (in der norddeutschen Umgangssprach noch „erregt tadeln“) bedeutete.
Der Ausdruck ist in seiner ursprünglichen Form kaum noch gebräuchlich (z. B.: er schalt ihn einen Narren), nur gegenüber Kindern taucht er noch auf (ich habe zu Hause Schelte bekommen).
In dem heute noch gebräuchlichen juristischen Terminus unbescholten, frei von öffentlichem Tadel, ist der Begriff „Schelte“ jedoch noch in Gebrauch. In der Justizkritik hat die Richterschelte als zulässige Form Bedeutung. Sonst wird „Schelte“ mitunter zur ironischen Bezeichnung einer unangemessenen oder schlecht begründeten Kritik verwendet, wie beispielsweise für „Politikerschelte“ oder auch „Spielerschelte“.